# آکتونگ بیبی
«آکتونگ بیبی» (Achtung Baby به معنیِ «توجه کن عزیزم»)، یک آلبوم از یوتو است که در ۱۸ نوامبر ۱۹۹۱ منتشر شد.